# Forget Me Too
Forget Me Too ist ein Lied des US-amerikanischen Rappers Machine Gun Kelly. Der Song wurde am 25. September 2020 veröffentlicht und ist das fünfte Lied auf dem Albums Tickets to My Downfall.

## Hintergrund und Entstehung
Machine Gun Kelly (bürgerlich: Colson Baker) kollaboriert auf diesem Titel mit der Sängerin Halsey (bürgerlich: Ashley Nicolette Frangipane) zusammen. Weiterer Autor war Travis Barker. Produziert wurde das Lied von Travis Barker und Omer Fedi. Für Machine Gun Kelly war es die erste Kollaboration mit Halsey, während Travis Barker bereits 2019 das Lied 11 Minutes mit Halsey und Yungblud aufnahm. Gerüchte über eine Zusammenarbeit von Machine Gun Kelly und Halsey tauchten Ende Juni 2020 auf, als auf Halseys Seite der Gesellschaft Broadcast Music Incorporated ein Lied namens Forget Me Too eingetragen wurde, welches Machine Gun Kelly und Travis Barker als Co-Autoren auswies.
Travis Barker schlug Machine Gun Kelly Halsey als Gastsängerin vor und schickte ihr eines Abends eine Demoversion des Liedes. Bereits am nächsten Tag tauchte sie im Studio auf. Laut Machine Gun Kelly brauchte sie nur fünf Minuten, um ihren Text zu schreiben. Während der Aufnahmen benutzte Halsey zunächst eine tiefere Stimme und versuchte sich danach mit einer höheren Stimmlage. Letztere wurde für das Lied verwendet. Laut Travis Barker hätten die Aufnahmen mit Halsey nur zehn bis 15 Minuten gedauert. Machine Gun Kelly sprach vom schnellsten Feature seiner Karriere.
Textlich geht es um eine toxisch gewordene Liebesbeziehung zwischen den beiden Protagonisten. Beide wollen die Beziehung beenden, schaffen es aber nicht, dies in die Tat umzusetzen, weil sie immer noch Gefühle füreinander haben. Seiner Meinung nach kann die Beziehung nur beendet werden, wenn sie den ersten Schritt macht. Bei dem Musikvideo führte Philip Andelman Regie. Während Machine Gun Kelly unter anderem ein gemeinsames Bild mit Halsey zerstört wirft Halsey eine Billardkugel in eine Fensterscheibe. Travis Barker hat an seinem Schlagzeug am Ende des Videos einen kurzen Cameo-Auftritt. In dem Clip ist der Swimmingpool zu sehen, wo das Albumcover von Tickets to My Downfall entstand.

## Kommerzieller Erfolg

### Chartplatzierungen
| ChartsChartplatzierungen            | Höchstplatzierung | Wochen |
| ----------------------------------- | ----------------- | ------ |
| Österreich (Ö3)                     | 64 (1 Wo.)        | 1      |
| Vereinigte Staaten (Billboard)      | 44 (3 Wo.)        | 3      |
| Vereinigte Staaten (Billboard Rock) | 5 (26 Wo.)        | 26     |
| Vereinigtes Königreich (OCC)        | 40 (4 Wo.)        | 4      |

| ChartsJahrescharts (2020)           | Platzierung |
| ----------------------------------- | ----------- |
| Vereinigte Staaten (Billboard Rock) | 43          |

| ChartsJahrescharts (2021)           | Platzierung |
| ----------------------------------- | ----------- |
| Vereinigte Staaten (Billboard Rock) | 32          |

### Auszeichnungen für Musikverkäufe
| Land/Region                  | Auszeichnungen für Musikverkäufe (Land/Region, Auszeichnung, Verkäufe) | Verkäufe  |
| ---------------------------- | ---------------------------------------------------------------------- | --------- |
| Australien (ARIA)            | Gold                                                                   | 35.000    |
| Brasilien (PMB)              | Gold                                                                   | 20.000    |
| Kanada (MC)                  | 2× Platin                                                              | 160.000   |
| Vereinigte Staaten (RIAA)    | Platin                                                                 | 1.000.000 |
| Vereinigtes Königreich (BPI) | Silber                                                                 | 200.000   |
| Insgesamt                    | 1× Silber · 2× Gold · 3× Platin ·                                      | 1.415.000 |

Hauptartikel: Halsey (Sängerin)/Auszeichnungen für Musikverkäufe